# リウー島

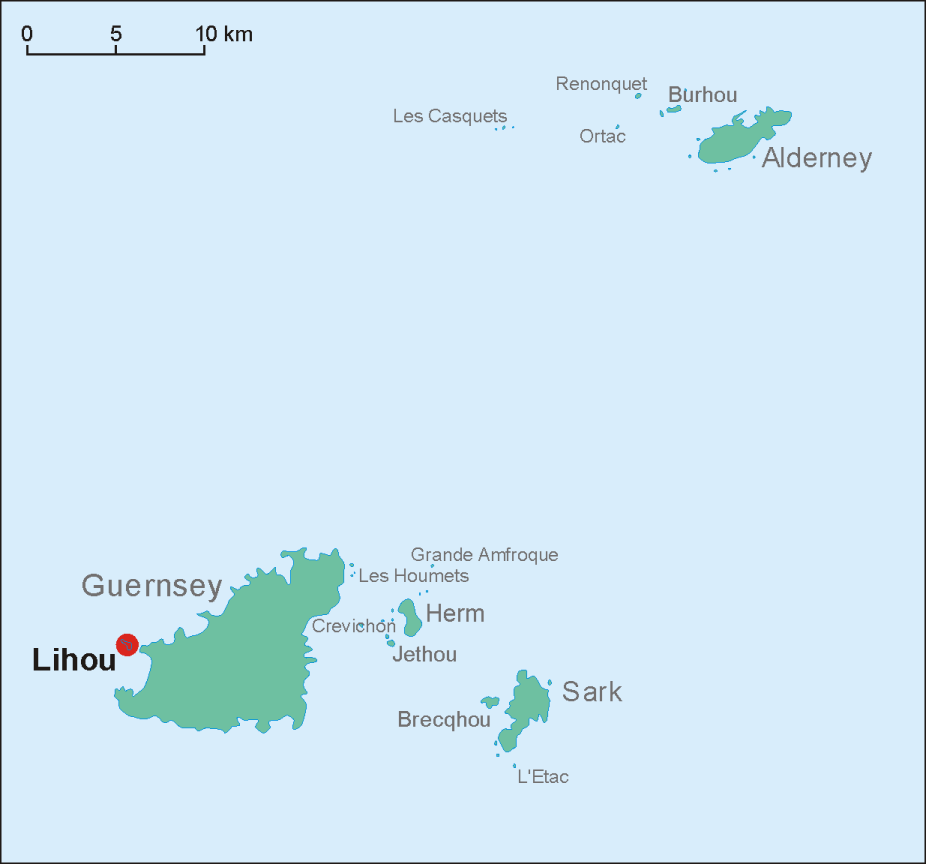
リウー島の位置

リウー島（英語: Lihou）はヨーロッパのイギリス海峡にあるチャンネル諸島で、ガーンジー島の西海岸に位置しタイダル・アイランド（満潮時に島、干潮時に地続き）となっている小島である。リハウ島、リーウー島とも表記される。
チャンネル諸島はイギリスの王室属領（Crown dependency）であり、外交・防衛についてはイギリスが責任を負うが、自らの憲法と法律を有していて、連合王国の法律が原則として適用されない。したがって、マン島と同様に連合王国には所属しない。
リウー島およびガーンジー島北西部のエレー岬一帯には海岸草地、塩性湿地、ヨシ原、ラグーン、アマモ属の藻場などが多く、2006年にラムサール条約登録地となった。